# Millie a Christine McCoyovy
Millie a Christine McCoyovy (příjmení též psáno McKoy; 11. července 1851 Whiteville, Severní Karolína – 8. října 1912 Columbus County, Severní Karolína) byla americká siamská dvojčata afroamerického původu. Sestry cestovaly po celém světě a živily se tancem a zpěvem. Vystupovaly pod uměleckými jmény „Srostlá africká dvojčata“, „Karolínská dvojčata“, „Dvouhlavý slavík“ a „Osmý div světa“.
Kariéra jim přinesla i nevyžádanou pozornost. Nejenomže byly nuceny vystupovat i na veletrzích a v obludáriích, ale také se musely podrobovat lékařským prohlídkám.

## Život
Millie a Christine se narodily 11. července 1851 ve Whiteville v Severní Karolíně. Dvojčata byla srostlá v dolní části páteře a stála vůči sobě v úhlu přibližně 90 stupňů. Jejich rodiče, Jacob a Monemia McCoy byli otroci Jacoba McKaye. Krom těchto dívek měli rodiče dalších sedm dětí.

## Vlastnictví
Když bylo dvojčatům pouhých 10 měsíců, McKay je prodal Johnu Pervisovi z Jižní Karolíny. O rok později se dívky dostaly do rukou showmana Browera, který je v roce 1853 poprvé představil veřejnosti na státním veletrhu kuriozit v Severní Karolíně.
Browerův podnikatelský záměr se setkal s úspěchem a lidé byli ochotni platit za to, aby dívky viděli. Nicméně, Brower se nakonec rozhodl vyměnit dívky za pozemky v odhadované hodnotě 45 000 dolarů. Jak se brzy ukázalo, žádné takové pozemky neexistovaly. Brower tak přišel o dívky i o peníze a navíc se zadlužil.
Z této nepříznivé situace Browera vyvedl Joseph Smith, který splatil jeho dluh a tím dívky získal pro sebe. Dvojčata se tak v roce 1857 dostala do Smithových rukou. V té době byly dívky vystavovány v Anglii. Během svého pobytu tam se setkaly i s královnou Viktorií.
Smith odcestoval do Británie, aby je vyzvedl a vzal s sebou i jejich matku Monemii. Poté jim se svou manželkou poskytl vzdělání. Díky tomu se Millie a Christine naučily mluvit pěti jazyky, tančit, hrát hudbu a zpívat. Christine zpívala soprán a Millie alt.

## Svobodná kariéra

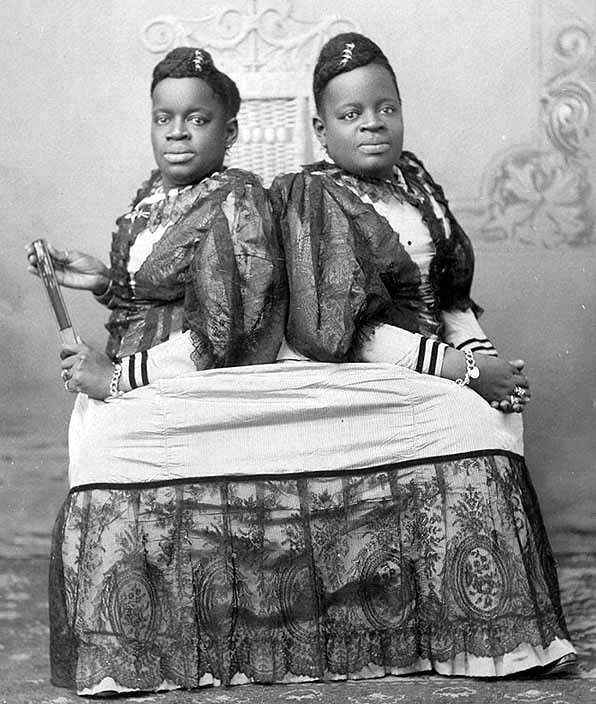
Millie a Christine McCoyovy v 90. letech 19. století

Zlom přišel 1. ledna 1863, kdy Proklamace o emancipaci zrušila otroctví a dala tak dívkám svobodu.
Umělecká kariéra „Dvouhlavého slavíka“ tím ale neskončila. Motto dvojčat bylo „Jak Bůh rozhodl, s tím souhlasíme,“ a snažila se překážky proměnit v přednosti. Vystupovala až do konce století a objevila se v cirkuse Phinease Barnuma. Aby dokázala, že jsou opravdu srostlá, ukazovala se i nahé. Příjem měla také z prodeje biografické knihy Historie a lékařský popis dvouhlavé dívky, která se prodávala od roku během vystoupení.
Když jim bylo 30 let, přestěhovala se dvojčata zpět na rodnou farmu. Jejich otec ji totiž po svém propuštění z otroctví od McKaye koupil a nakonec přenechal svým dětem.
Dne 8. října 1912 zemřely Millie a Christine na tuberkulózu; Christine zemřela 12 hodin po své sestře. Bylo jim 61 let.
Původně byly pohřbeny v neoznačeném hrobě, ale v roce 1969 byly ostatky přemístěny na hřbitov ve Whiteville a náhrobku jsou vyryta slova: "Jedna duše se dvěma myslemi. Dvě srdce bijící jako jedno."

## Biografie
Soudní reportérka Joanne Fish Martell objevila paměti, které dívky napsaly, když jim bylo 17 let a použila je jako zdroj pro svou knihu Millie-Christine: Fearfully and Wonderfully Made, která vyšla v roce 2000.